# Ali Riza Prohić
Ali Riza ef. Prohić (Gračanica, 1867. – Sarajevo, 28. rujna 1942.), bošnjački teolog, autor i vrhovni šerijatski kadija pri Vrhovnom šerijatskom sudu u Sarajevu.

## Životopis
Ali Riza ef. Prohić je rođen Gračanici 1867. godine. Potječe iz ugledne i bogate trgovačko-posjedničke obitelji Prohića. Sin je Hadži Mujage (1840. – 1905.) i Nure Alibegović. Alibegovići su protjerani 1862. iz Užica u tadašnjoj Kneževini Srbiji, pa su se nastanili u Bosanskom Šamcu (tada Donja Azizija). U braku je rođeno osmero djece, od čega pet sinova. Mujaga je bio gradski zastupnik od 1886. do svoje smrti. U rodnom je mjestu, Ali Riza je završio mekteb i Osman-kapetanovu medresu. 
Sa navršenih petnaest godina otišao je u Istanbul. Tamo je slušao predavanja ondašnjih učenjaka. Godinu dana je proveo na Mekteb-i-hukuku (Pravni fakultet) i nakon pet godina provedenih u Istanbulu vratio se u Gračanicu. Ubrzo se upisao u tek osnovanu Šerijatsku sudačku školu završivši je 1892. godine.
Službu je vršio kao pripravnik u u Kotarskom šerijatskom sudu u Mostaru, a potom bio i kadija Tuzli, Bijeljini i Gradačcu do 1909., kada je postavljen za suca (kadiju) u Sarajevu, da bi 1914. godine bio imenovan vrhovnim šerijatskim kadijom pri Vrhovnom šerijatskom sudu u Sarajevu.
Bio je blizak suradnik reis-ul-uleme Mehmeda Džemaluddina ef. Čauševića, član Vakufsko-mearifskog vijeća, Upravnog odbora Pokopnog društva Bakije, te drugih udruga i društava. Umirovljen je 1929. godine. 
Bavio se publicističkim radom i najbolje je poznavao šerijatsko nasljedno pravo. Nije pisao mnogo. No, tekstovi mu se odlikuju britkošću i jasnoćom stava. Pripadao je tradicionalistima u tumačenju šerijatskog prava. Aktivno se uključio u raspravu o emancipaciji muslimanske žene, koja je zaokupljala bošnjačku javnost u periodu između dva svjetska rata, izdavši tim povodom jednu knjigu.
Preminuo je u Sarajevu 28. rujna 1942. godine.

## Djela

#### Autor
- Šta hoće naša muslimanska inteligencija (Sarajevo, 1931.)

#### O Prohiću
- Ali Riza ef. Prohić: život i djelo (Sarajevo, 2000.) – Nihad Halilbegović

## Vanjske poveznice
- Ali Riza ef. Prohić